# Icterus graceannae
Icterus graceannae е вид птица от семейство Трупиалови (Icteridae).

## Разпространение
Видът е разпространен в Еквадор и Перу.